# FC Lugano
FC Lugano este un club de fotbal elvețian cu sediul în Lugano. Clubul a fost refondat ca AC Lugano în 2004, ca urmare a retrogradării și a situației financiare a FC Lugano, care a fost fondat în 1908. În 2008 clubul a revenit la numele său original, FC Lugano. Echipa joacă pe stadionul Stadio Cornaredo. Au jucat în ceea ce este acum Superliga Elvețiană în perioadele 1922–53, 1954–60, 1961–63, 1964–76, 1979–80, 1988–97, 1998–02 și din 2015.

## Istorie

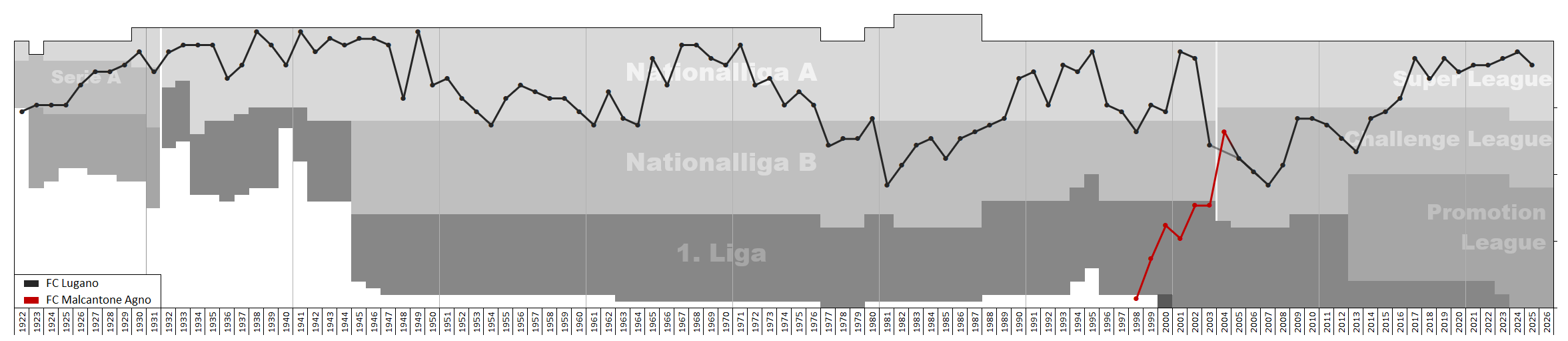
Graficul pozițiilor al FC Lugano în sistemul ligii de fotbal din Elveția.

Football Club Lugano a fost înființat la 28 iulie 1908 sub conducerea președintelui de atunci Ernesto Corsini. Promovarea la cea mai înaltă Superliga Elvețiană a venit pentru prima dată în 1922, iar după câțiva ani de retrogradări și promovări, echipa a câștigat prima sa Cupa Elvețiană în 1931. În deceniul următor, FC Lugano a reușit să câștige 3 titluri naționale (1938, 1941 și 1949).
În primii cincizeci de ani de existență, Lugano a jucat pe Campo Marzio – care s-a deschis pe 13 septembrie 1908 – dar succesul său a determinat orașul să construiască un nou stadion și astfel, la 26 august 1951, a fost inaugurat Stadionul Cornaredo, care are o capacitate de 15.000 de locuitori.
În 1968, Lugano a câștigat Cupa Elvețiană și, prin urmare, echipa a participat la Cupa Cupelor. Doi ani mai târziu, echipa a luat parte la Cupa UEFA.
În 1993, Lugano a câștigat a treia cupă împotriva Grasshoppers, participând ulterior la Cupa Cupelor, în care a ajuns în al doilea tur de calificare. În sezonul 1995–96, Lugano a participat la Cupa UEFA, eliminând Jeunesse Hautcharage în primul tur și pe Inter Milano în al doilea.
Clubul a fost declarat în falimentar în 2003 și eliminat cu forța din ligă. Din cauza falimentului, echipa a fost redenumită AC Lugano și a trimis jucători sub 21 de ani, fiind nevoită să vândă sau să elibereze echipa de seniori pentru a plăti datoriile clubului. În 2004, clubul a fuzionat cu Malcantone Agno și s-a decis ca Lugano să reintră în sistemul de fotbal elvețian în Swiss Challenge League. Morotti Joseph, președintele Malcantone Agno, i s-a încredințat conducerea noului club.
În 2007, compania a fost cumpărată de un grup condus de Giambattista Pastorello. Luido Bernasconi a devenit noul președinte.
La 4 iunie 2008, anul centenarului clubului, adunarea generală a acționarilor a votat schimbarea numelui. Denumirea istorică a Football Club Lugano a fost reintrodusă.
În 2015, FC Lugano a fost promovat în Superliga Elvețiană.
La 18 august 2021, a fost anunțat că miliardarul american și proprietarul Chicago Fire FC, Joe Mansueto, a achiziționat FC Lugano și că Fire și FC Lugano urmau să lucreze împreună ca cluburi surori.
La 1 septembrie 2021, antrenorul asistent Mattia Croci-Torti a preluat atribuțiile de antrenor la club, în locul lui Abel Braga. Primul sezon sub o nouă proprietate s-a dovedit imediat un succes, deoarece au reușit să câștige primul lor titlu după 29 de ani, câștigând Cupa Elveției 2021–22. Un an mai târziu, ei nu au reușit să-și apere titlul de cupă, pierzând cu 2–3 în finala interesantă în fața campionilor elvețieni Young Boys.

## Palmares
Superliga Elvețiană
 Campioni (3): 1937–38, 1940–41, 1948–49
 Vicecampioni (6): 1942–43, 1944–45, 1945–46, 1994–1995, 2000–01, 2023–24
 Challenge League (Liga a doua elvețiană)
 Campioni (4): 1960–61, 1963–64, 1987–88, 2014–15
 Vicecampioni (5): 1978–79, 1997–98, 2008–09, 2009–10, 2013-14
 Cupa Elveției
 Câștigători (4): 1930–31, 1967–68, 1992–93, 2021–22
 Finaliști (6): 1942–43, 1951–52, 1970–71, 1991–92, 2015–16, 2022–23
- Superliga Elvețiană Premiul Fair Play: 2021–22[6]

## Parcursul European
| Sezon   | Competiție                    | Runda                     | Oponent              | Acasă    | Deplasare | La General |
| ------- | ----------------------------- | ------------------------- | -------------------- | -------- | --------- | ---------- |
| 1968–69 | European Cup Winners' Cup     | Turul I                   | Barcelona            | 0–1      | 0–3       | 0–4        |
| 1971–72 | UEFA Cup                      | Turul I                   | Legia Warsaw         | 1–3      | 0–0       | 1–3        |
| 1993–94 | European Cup Winners' Cup     | Turul preliminar          | Neman Grodno         | 5–0      | 1–2       | 6–2        |
| 1993–94 | European Cup Winners' Cup     | Turul I                   | Real Madrid          | 1–3      | 0–3       | 1–6        |
| 1995–96 | UEFA Cup                      | Preliminary round         | Jeunesse Esch        | 4–0      | 0–0       | 4–0        |
| 1995–96 | UEFA Cup                      | Turul I                   | Inter Milan          | 1–1      | 1–0       | 2–1        |
| 1995–96 | UEFA Cup                      | Turul II                  | Slavia Prague        | 1–2      | 0–1       | 1–3        |
| 2001–02 | UEFA Champions League         | Turul II preliminar       | Shakhtar Donetsk     | 2–1      | 0–3       | 2–4        |
| 2002–03 | UEFA Cup                      | Turul preliminar          | FK Ventspils         | 1–0      | 0–3       | 1–3        |
| 2017–18 | UEFA Europa League            | Group G                   | Hapoel Be'er Sheva   | 1–0      | 1–2       | 3rd        |
| 2017–18 | UEFA Europa League            | Group G                   | FCSB                 | 1–2      | 2–1       | 3rd        |
| 2017–18 | UEFA Europa League            | Group G                   | Viktoria Plzeň       | 3–2      | 1–4       | 3rd        |
| 2019–20 | UEFA Europa League            | Group B                   | Dynamo Kyiv          | 0–0      | 1–1       | 4th        |
| 2019–20 | UEFA Europa League            | Group B                   | Copenhagen           | 0–1      | 0–1       | 4th        |
| 2019–20 | UEFA Europa League            | Group B                   | Malmö FF             | 0–0      | 1–2       | 4th        |
| 2022–23 | UEFA Europa Conference League | Turul III preliminar      | Hapoel Be'er Sheva   | 0–2      | 1–3       | 1–5        |
| 2023–24 | UEFA Europa League            | Turul Play-off preliminar | Union Saint-Gilloise | 0–1      | 0–2       | 0–3        |
| 2023–24 | UEFA Europa Conference League | Group D                   | Club Brugge          | 1–3      | 0–2       | 4th        |
| 2023–24 | UEFA Europa Conference League | Group D                   | Bodø/Glimt           | 0–0      | 2–5       | 4th        |
| 2023–24 | UEFA Europa Conference League | Group D                   | Beșiktaș             | 0–2      | 3–2       | 4th        |
| 2024–25 | UEFA Champions League         | Turul II preliminar       | Fenerbahçe           | 3–4      | 1–2       | 4–6        |
| 2024–25 | UEFA Europa League            | Turul III preliminar      | Partizan             | 2–2 d.p. | 1–0       | 3–2        |
| 2024–25 | UEFA Europa League            | Turul Play-off preliminar | Beșiktaș             | 3–3      | 1–5       | 4–8        |
| 2025–26 | UEFA Europa League            | Turul II preliminar       |                      |          |           |            |

1. ↑  „FC Lugano – Switzerland 2017-18” (PDF). LiberoGuide. Arhivat din original (PDF) la 26 iulie 2022. Accesat în 17 februarie 2021.
2. ↑  „Chicago Fire FC Owner and Chairman Joe Mansueto Purchases Swiss Super League Club FC Lugano | Chicago Fire FC”. chicagofirefc. Arhivat din original la 4 iunie 2023. Accesat în 15 mai 2022.
3. ↑  Berger, Nicola (20 septembrie 2021). „Super League: Mattia Croci-Torti neuer Lugano-Trainer”. Neue Zürcher Zeitung. Arhivat din original la 15 martie 2023. Accesat în 15 mai 2022.
4. ↑  „Der FC Lugano gewinnt den 97. Schweizer Cupfinal”. SFV. 15 mai 2023. Arhivat din original la 15 mai 2022. Accesat în 5 iunie 2023.
5. ↑  „Schweizer Cup Männer: YB macht das Double perfekt”. SFV. 4 iunie 2023. Arhivat din original la 9 iunie 2023. Accesat în 5 iunie 2023.
6. ↑  „Fair Play Trophys gehen nach Lugano und Thun” [Fair Play trophies awarded to Lugano and Thun]. 1 iunie 2022. Arhivat din original la 1 iunie 2022. Accesat în 27 decembrie 2023.